# Eliad Cohen
Eliad Cohen (em hebraico:  אליעד כהן) (nascido em Acre, Israel em 11 de maio de 1988) é um produtor, ator, modelo e empreendedor israelense. Ele é o co-fundador da Gay-ville, um serviço de aluguel de férias gay sediado em Tel Aviv. Ele tornou-se uma personalidade gay proeminente após ter sido escolhido como modelo de capa do  Spartacus International Gay Guide para a edição de 2011-2012, o que o levou a várias capas de revistas ao redor do mundo.
Após completar o período de serviço militar, Eliad Cohen iniciou uma carreira de modelo, mais tarde ramificando-se em organização de eventos, mais notavelmente as festas Arisa e PAPA, promoção de eventos gays em Tel Aviv e várias actividades em apoio ao turismo gay israelita. Ele também estabeleceu um proeminente serviço online através de seu próprio website Gay-ville.

## Carreira
Eliad é bem conhecido pelo seu papel como apresentador das séries de festa Arisa, a qual é a primeira festa internacional dedicada à Música Mizrahi, uma forma de música influenciada pelo Oriente Médio. Eliad foi contactado pela equipe de criação da Arisa e pediram-lhe que participasse num dos seus videoclipes. Os vídeos Arisa demonstraram ser muito populares e têm acompanhamento online internacional. Mas eles também atraíram a crítica pela sua exibição de vários temas e personagens. Em novembro de 2011, a linha de festas Arisa viajou para São Paulo, Brasil onde Eliad e o resto da equipe Arisa se apresentaram em frente a um público de aproximadamente 1.000 pessoas.
Ele é o co-fundador da Gay-ville (também conhecida por G-ville), uma rede global gay de aluguel de apartamentos e férias sediada em Tel Aviv. Cohen é também fundador da festa PAPA que foi lançada em Tel Aviv em parceria com o Orgulho Gay de Tel Aviv. Desde 2012, ele a tem lançado internacionalmente junto a eventos em cidades americanas, canadenses, europeias e latino americanas.
Spartacus International Gay Guides exibiu Cohen na capa da edição 2011-2012 do guia. Em fevereiro de 2013, os leitores da revista Out o elegeram em segundo lugar em sua "Os Dez Melhores Solteiros Disponíveis". A sua aparição na capa da publicação gay espanhola OhMyGod criou controvérsia quando o fotógrafo espanhol Juan Pablo Santamaria descreveu Eliad Cohen com o provocante título "Eliad Cohen: El nuevo mesías gay de Israel" ("O novo messias gay de Israel").
Em 2017 foi anunciada sua participação no reality show espanhol Supervivientes, o qual foi forçado a abandonar devido a uma lesão.

## Vida Pessoal
Eliad nasceu em 11 de maio de 1988 em Acre, Israel. Após completar o ensino médio, cumpriu o serviço militar numa unidade de combate de elite por três anos. Após completar seu serviço militar, Eliad mudou-se para Tel Aviv, onde ele trabalhou como barman em vários bares e clubes antes de lançar sua carreira. Ele também se aventurou na carreira de modelo e posou para diversas propagandas. Ele sempre usa o chai, como um símbolo de orgulho em Israel. Cohen revelou sua homossexualidade aos pais quando tinha vinte anos.